# Tela neeavora
Tela neeavora är en insektsart som beskrevs av Marius Descamps och David M. Rowell 1978. Tela neeavora ingår i släktet Tela och familjen gräshoppor. Inga underarter finns listade i Catalogue of Life.